# Босния и Герцеговина на летних Олимпийских играх 2008
Босния и Герцеговина на летних Олимпийских играх 2008 была представлена 5 спортсменами (4 мужчины, 1 женщина), которые выступили в соревнованиях по лёгкой атлетике, дзюдо, стрельбе и плаванию.

## Состав сборной

### Лёгкая атлетика
- Лючия Кимани.

Участвовала в марафонском беге. Заняла 42-е место с результатом 2:35:47 часа, при этом установила национальный рекорд.
- Хамза Алич.

Участвовала в соревнованиях по толканию ядра. Результат отборочных соревнований — 19,87 метров и 17 место. Не прошла в финал

### Дзюдо
- Амель Мекич.

В 1/16 финала поборол американца  Адлер Волмара.
В 1/8 финала проиграл казаху  Асхату Житкееву, но продолжил борьбу за бронзовую медаль.
В первом раунде борьбы за бронзу поборол представителя Кувейта  Халед Аленези.
Во втором раунде борьбы за бронзу проиграл представителю Венгрии  Даниэль Хадфи.

### Стрельба
- Неджад Фазлия

Винтовка лёжа (50 метров). В квалификации занял 45 место с 586 очками. Не прошёл в финал.
Винтовка с трёхпозиций. В квалификации занял 43 место с 1148 очками. Не прошёл в финал.
Пневматическая винтовка (10 метров). В квалификации занял 35 место с 588 очками. Не прошёл в финал.

### Плавание
- Недим Несич

Баттерфляй на 100 метров. В отборочных соревнованиях показал время 57,16 секунд и занял 64 место. Не прошёл в финал.